# Aeroporto de Jundiaí
O Aeroporto Estadual de Jundiaí também denominado Aeroporto Comandante Rolim Adolfo Amaro (IATA: QDV, ICAO: SBJD) é um aeroporto localizado na cidade de Jundiaí no Estado de São Paulo.

## Aeroporto Estadual deJundiaí/ Comandante Rolim Adolfo Amaro

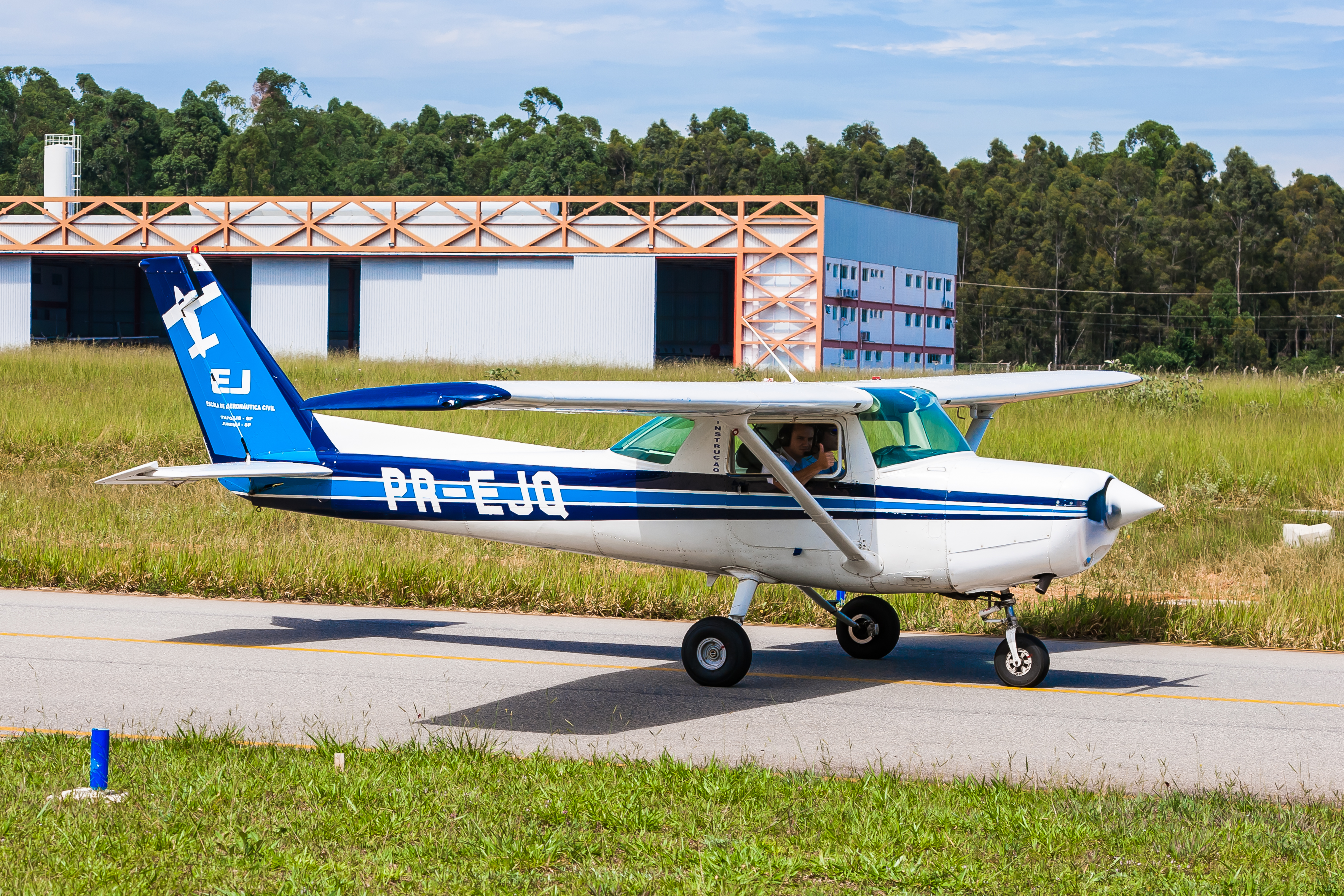
Aeronave Cessna da Escola de Aeronáutica Civil

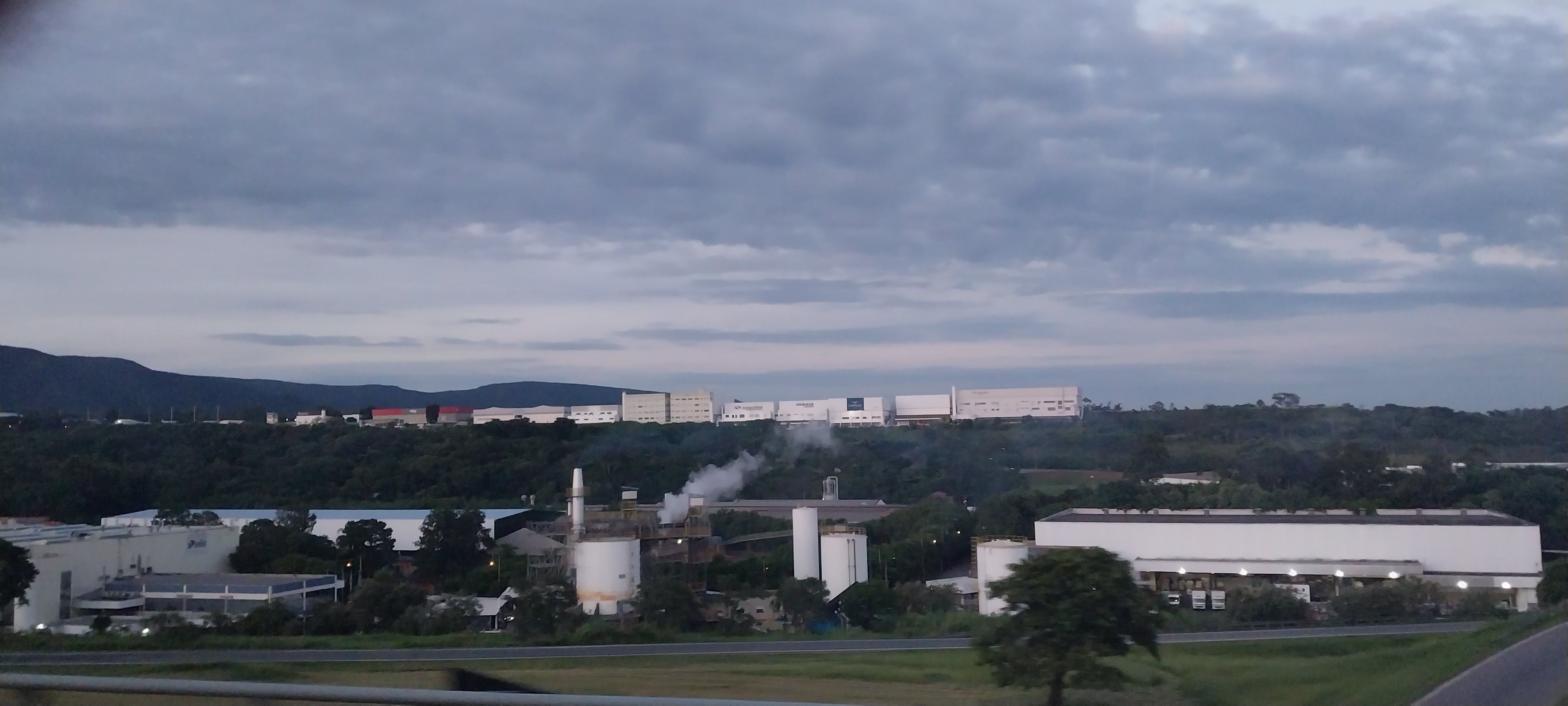
Aeroporto de Jundiaí visto da Rodovia dos Bandeirantes

SBJD/QDV

### Características
Latitude: 23º10'54" S 

Longitude: 46º56'37" W 

Indicação ICAO: SBJD 

Indicação IATA: QDV 

Horário de Funcionamento: H24O/R 

Código de Pista: 2 

Tipo de Operação: VFR diurno/noturno 
OBS: VAC para entrada ou saída do circuito de tráfego 

Altitude: 757m/2.484 ft 

Área Patrimonial (ha): 47,87 

Temp. Média: 30,5°C 

Categoria Contra Incêndio disponível: 3 

Distância da Capital (km) - Aérea: 57 Rodoviária: 67 

Distância até o Centro da Cidade: 7 km 

Endereço: Avenida Emílio Antonon, nº 777 - CEP: 13212-010 

Fone: (11) 4585-9730

### Movimento
Designação da cabeceira: 18 - 36 

Cabeceira Predominante: 18 

Declividade máxima: 1,52% 

Declividade Efetiva: 1,033% 

Tipo de Piso: asfalto 

Resistência do Piso (PCN): 21/F/A/X/T 

### Pista
Dimensões (m): 1.400 pé de serra na 18 é 1400 x 30 

Dimensões (m): Acesso à cabeceira 18-lado pátio-PRB: 794x10,50 

Acesso à cabeceira 36 - PRC: 726x10,50 

Acesso à cabeceira 18 - lado TAM - PRD: 281x10,50 

Acesso à cabeceira 36 - lado aeroclube - PRE: 303x10,50 

Tipo de Piso: asfalto 

Distância da cabeceira mais próxima (m): 726 

OBS VAC para entrada ou saída do circuito de tráfego 

### Pátio
Dimensões (m): 80x75 

Capacidade de Aviões: 6 EMB-110 

Dist. da Borda ao Eixo da Pista(m): PRB: 93,75/ PRC: 87,25/ 

PRD: 88,20/ PRE: 81,75 

Tipo de Piso: asfalto 

### Auxílios operacionais
Sinais de Eixo de Pista - Biruta - Luzes de Táxi 

Sinais de Cabeceira de Pista - Sinais Indicadores de Pista 

Sinais de Guia de Táxi - Farol Rotativo 

Luzes de Pista - Luzes de Obstáculos 

Luzes de Cabeceira - Iluminação de Pátio 

Freq. TWR: 118,75 (1000z às 2200z) 

Freq. GND: 121,65 (1000z às 2200z) 

Freq. do Rádio: 127,225 - Circuito de Tráfego Aéreo: Não Padrão, Setor E 

### Abastecimento
BR Aviation: AVGAS - JET - Shell: JET - Air BP: AVGAS - JET 

### Instalações
Terminal de Passageiros (m²): 400 

Estacionamento de Veículos - nº de vagas: 50 - Tipo de Piso: asfalto 

### Serviços
Hangares: 17 - Cabine de Força (KF) 

Restaurante - Lanchonete 

Área p/ Publicidade  

Táxi Aéreo - Veículos de Emergência 

## Modernização a ser implementada
Pista 1800 x 45 metros, que será necessário a ponte por cima da Avenida Antonio Pincinato 

Taxiways com 30 metros de largura que irá ligar o aeroclube de Jundiaí a RWY 18 

Novo terminal de passageiros para 10.000 pessoas 

Serão instalados equipamentos ILS VOR-DME NDB no aeroporto para permitir pousos noturnos na RWY 36 

Luzes atrás da pista indicando ILS VOR NDB e linha de centro 

PAPI 4 na RWY 36 e PAPI 4 na RWY 18 (altitude de app) 

Expansão do pátio para caber ao menos 8 ATR-72

### Outras Instalações
Bombeiros no aeroporto 

Aeroclube 

EJ Escola de Aeronáutica